# Reinaldo Conrad
Reinaldo Conrad (ur. 31 maja 1942 w São Paulo) – brazylijski żeglarz sportowy. Dwukrotny medalista olimpijski.
Brał udział w pięciu igrzyskach olimpijskich (IO 60, IO 68, IO 72, IO 76, IO 80), na dwóch zdobywał medale w klasie Latający Holender. I w 1968 i w 1976 Brazylijczycy zdobywali brąz. Podczas pierwszego startu partnerował mu Burkhard Cordes, osiem lat później Peter Ficker. W 1973 zdobył brąz mistrzostw świata. W klasie Słonka (Snipe) zwyciężał na igrzyskach panamerykańskich w 1959 i 1963, w Latającym Holendrze triumfował w 1975 i był drugi w 1967.